# Belle Rive, Illinois
Belle Rive là một làng thuộc quận Jefferson, tiểu bang Illinois, Hoa Kỳ. Năm 2010, dân số của làng này là 361 người.

## Dân số
Dân số qua các năm:
- Năm 2000: 371 người.
- Năm 2010: 361 người.